# Guia rápido
Um Guia Introdutório, também conhecido como Quickstart Guide, ou ainda Quick Reference Guide é essencialmente, uma versão reduzida de um manual, destinada a familiarizar o consumidor com o produto adquirido, através de uma abordagem concisa, baseada em etapas, de modo a que o comprador utilize o produto o mais rapidamente possível e poderá incluir o procedimento necessário à instalação. Um Guia Introdutório centra-se nas instruções mais comuns, geralmente acompanhadas de ilustrações de entendimento fácil. O aspeto de um guia introdutório poderá variar significativamente consoante o produto e o fabricante. Poderá ser uma folha A4, um cartão, ou um pequeno livreto.

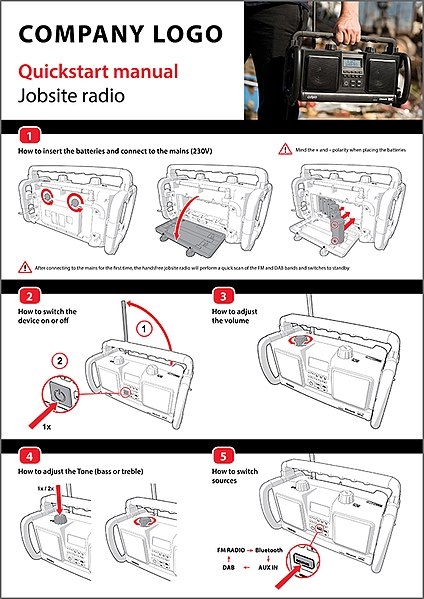
Um exemplo de guia de início rápido para um rádio

## Contexto
Os guias introdutórios estão popularizar-se de dia para dia, principalmente devido à crescente complexidade dos produtos de consumo, como televisores, telemóveis, automóveis e programas informáticos. Esta complexidade crescente de origem a manuais cada vez mais extensos, de leitura menos apelativa . O guia introdutório pretende resolver este problema, não apenas por centrar-se nas instruções básicas, mas também, através de informação visual simples. Este método poupa tempo ao utilizador, exigindo-lhe menos esforço, contribuindo para a sua autoconfiança, levando-o a concluir que a utilização do produto não será tão difícil, como inicialmente pensado e a uma vontade crescente para lidar com tarefas mais complexas, explorando, assim, o produto em toda a sua plentitude.

## Relevância
Ao conceber um guia introdutório, o mais importante é filtrar as instruções mais básicas e úteis para o utilizador comum. Isto depende principalmente de duas coisas: do produto si e da capacidade do escritor do QSG para colocar-se no papel do utilizador. Relativamente ao primeiro: um produto que apenas necessita de algumas instruções para ser instalado corretamente e  funcionar continuamente, é relativamente fácil de representado num guia introdutório. Além disso, produtos com uma ampla variedade de tarefas, em que apenas algumas realmente importam, prestam-se a um guia introdutório. Exemplo disto é um programa informático. Se as principais tarefas forem reduzidas, então um guia introdutório, num cartão frente e verso poderá ser uma solução eficaz. Se as tarefas se tornarem mais complexas, poder-se-á consultar o manual completo.

## Requisitos
Os requisitos para a criação de um guia introdutório não são rígidos. Cabe ao escritor técnico familiarizar-se com a mentalidade do usuário e com o produto. Dito isto, existe de facto uma obrigação legal, nomeadamente de consultar o manual completo (ver a norma internacional IEC-82079). É ainda, imperativo incluir instruções para utilização segura do produto, em qualquer guia introdutório.